# Nikola Šubić Zrinski (opera)
Nikola Šubić Zrinski je hrvaška opera, ki jo je leta 1876 napisal Ivan Zajc. Gre za uprizoritev bitke pri Szigetváru leta 1566, v kateri se je Nikola IV Zrinski, vodja hrvaških in madžarskih sil junaško postavi proti prevladujočim otomanskim silam. 
Premiera opere je bila v Zagrebu 4. novembra 1876 v tedanjem ljudskem gledališču, ki je danes Stara mestna hiša. 